# Distretto di Klimavičy
Il distretto di Klimavičy (in bielorusso Клімавіцкі раён?) è un distretto (raën) della Bielorussia appartenente alla regione di Mahilëŭ.